# Surtees

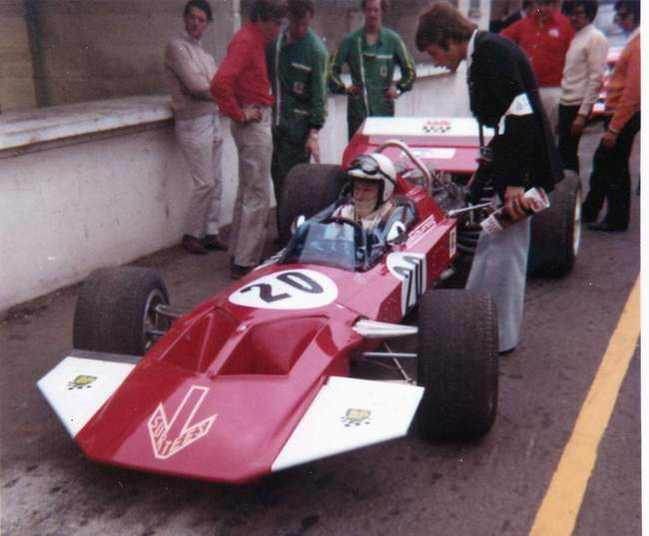
John Surtees com TS7 durante sua estreia na equipe em 1970 no Grande Prêmio da Grã-Bretanha.

A Surtees Racing Organization foi uma equipe inglesa de automobilismo que competiu no campeonato mundial de Fórmula 1 entre os anos de 1970 e 1978. A equipe participou também dos campeonatos de Fórmula 2 e Fórmula 5000 .

## História
A Surtees foi formada por John Surtees, três vezes campeão de motos na categoria 500 cc e campeão mundial de Fórmula 1 em 1964, com o objetivo de competir em 1966 na então criada CanAm series (competição para carros esportivos). Naquele ano, John foi campeão da CanAm como piloto, e a equipe ganhou o título de construtores. Em 1969, a equipe participou do campeonato de Fórmula 5000, vencendo cinco das doze corridas, novamente com John ao volante do carro.
O próximo passo foi participar da Fórmula 1, o que aconteceu em 1970, depois de uma fracassada temporada de John no ano anterior ao volante de um BRM. A equipe foi patrocinada inicialmente pela British Petroleum e ganhou seus primeiros pontos no Grande Prêmio do Canadá daquele ano.
Em 1971, Surtees contratou Rolf Stommelen como seu segundo piloto, e contou com diversos pilotos no volante de um terceiro carro, entre eles Mike Hailwood, também um ex-campeão de motociclismo. Hailwood foi responsável pelo primeiro pódio da equipe, no Grande Prêmio da Itália de 1972, temporada em que John já havia se aposentado como piloto e na qual a equipe terminou na nona colocação entre os construtores.
Em 1973, a equipe ganhou o reforço do brasileiro José Carlos Pace e passou a contar com apenas dois carros - o outro ficou com Hailwood. O terceiro lugar de Pace na Áustria e o quarto na Alemanha foram os únicos pontos conseguidos pelo time na temporada. Em 1974, Jochen Mass substituiu Hailwood, que fora para a McLaren, e Pace abandonou a equipe no meio da temporada, sendo substituído por Derek Bell. O quarto lugar de Pace no Grande Prêmio do Brasil deu os únicos pontos daquele ano à equipe, que não conseguiu assim ficar entre os "top ten" dos construtores.
Em 1975, com sérias dificuldades financeiras, a Surtees não conseguiu fazer nenhum ponto, com John Watson como único piloto. Na temporada seguinte, John conseguiu um polêmico patrocínio da empresa de preservativos Durex. A equipe contou com o futuro campeão Alan Jones, que conseguiu situar-se três vezes na zona de pontos. O segundo piloto, Brett Lunger, não teve a mesma sorte.
Em 1977, Jones saiu para a Shadow e a equipe uma vez mais ficou limitada a um carro competitivo, conduzido pelo italiano Vittorio Brambilla, que também conseguiu pontuar por três vezes, porém o segundo carro era alugado, tendo como pilotos naquele ano, Hans Binder, Patrick Tambay, Hector Rebaque e Vern Schuppan. Em 1978, mesmo com os recorrentes problemas financeiros, a equipe conseguiu adicionar um segundo carro, pilotado por Briton Rupert Keegan. A falta de resultados (Apenas dois sextos lugares em Anderstop e Ostrreichring) e a contusão que Brambilla sofreu no acidente que vitimou Ronnie Peterson piorou ainda mais a situação da Surtees, que deixou a categoria pouco antes da temporada de 1979 apesar de ter fechado com os pilotos Elje Eigh e Beppe Gabbiani e também já tendo construído o protótipo para a temporada. O carro foi ainda utilizado durante aquele ano em algumas corridas da série British Aurora (ex-Fórmula 5000) antes da equipe ser fechada em definitivo.

## Estatísticas da Equipe
- GPs disputados: 119
- Vitórias: 0
- Poles: 0
- Pódios: 2
- Pontos: 54
- Voltas mais rápidas: 3
- Voltas na liderança: 9

## Pilotos que passaram pela equipe
- Derek Bell
- Vittorio Brambilla
- Mike Hailwood
- Alan Jones
- Briton Rupert Keegan
- Brett Lunger
- Jochen Mass
- José Carlos Pace
- Rolf Stommelen
- John Surtees
- John Watson
- Vern Schuppan
- Larry Perkins
- Patrick Tambay
- Hector Rebaque
- René Arnoux
- Eije Elgh
- Beppe Gabbiani